# Simulium albopictum
Simulium albopictum es una especie de insecto del género Simulium, familia Simuliidae, orden Diptera.
Fue descrita científicamente por Lane & Porto en 1940.